# Surida incisa
Surida incisa är en fjärilsart som beskrevs av Walker 1855. Surida incisa ingår i släktet Surida och familjen snigelspinnare. Inga underarter finns listade i Catalogue of Life.